# Schloss Hirschbrunn

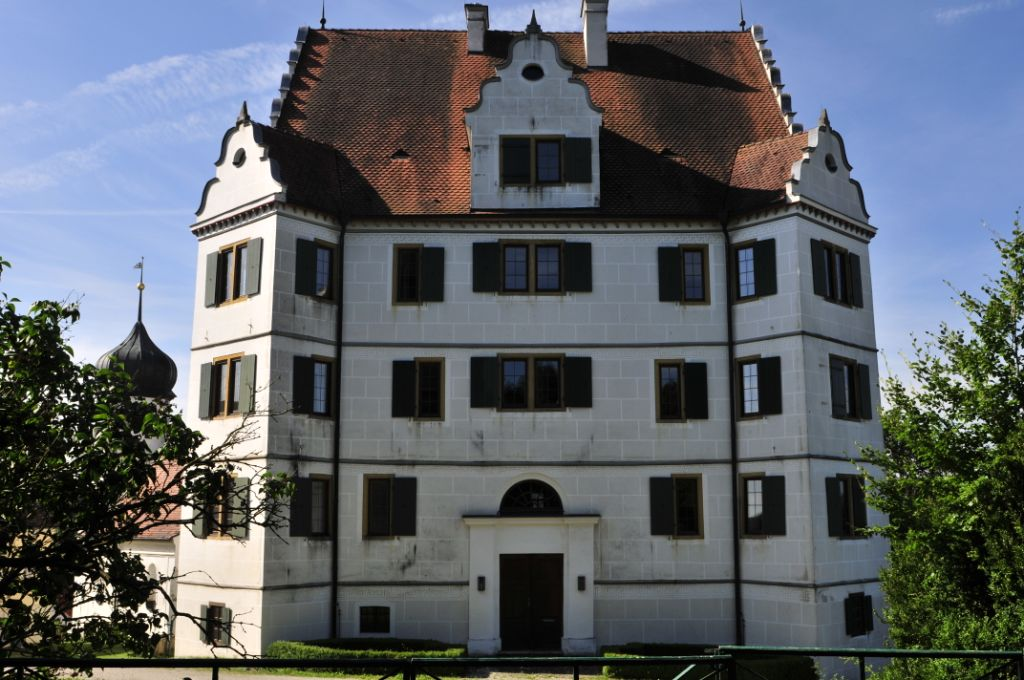
Südseite des Schlosses (2011)

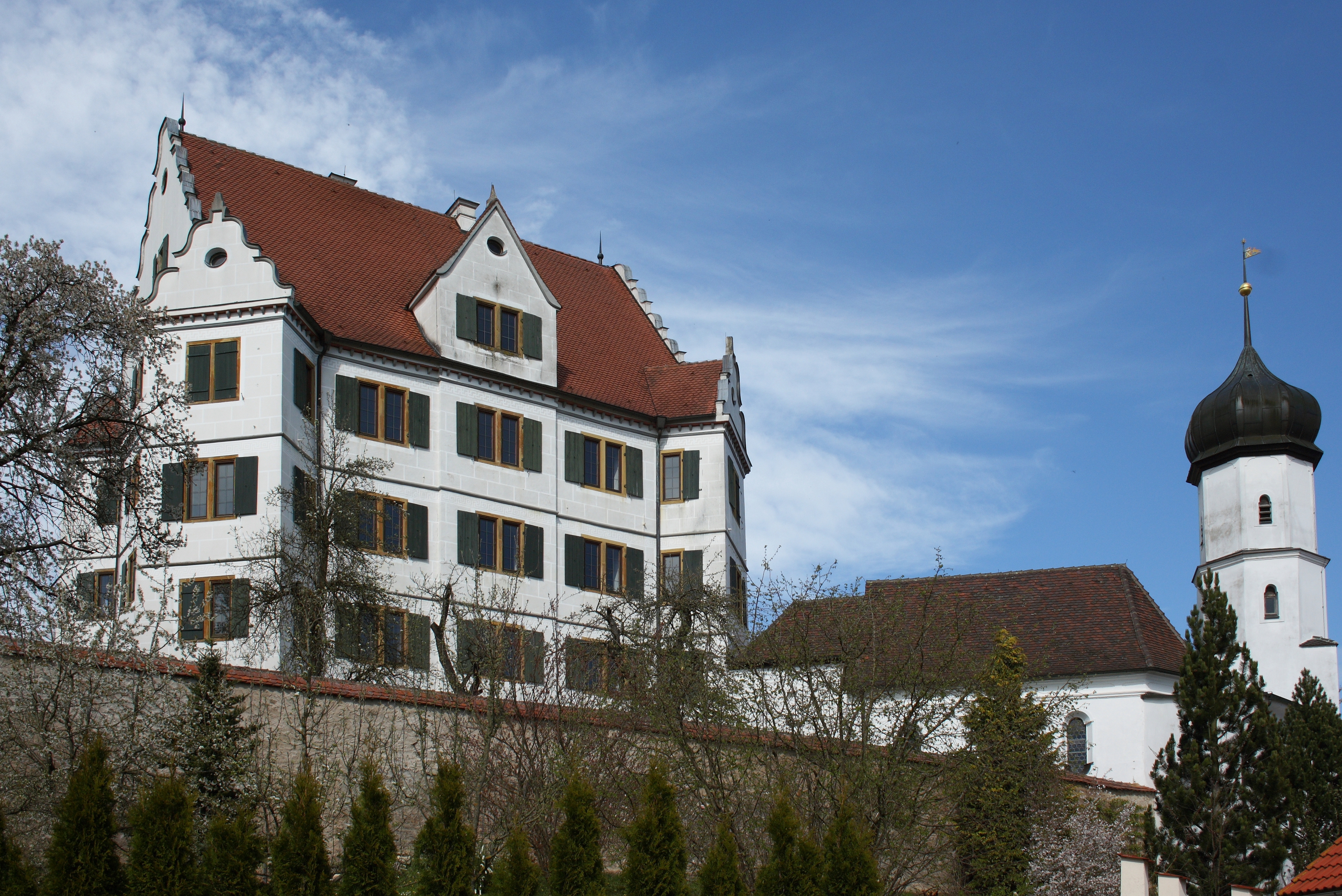
Schloss und Marienkapelle

Schloss Hirschbrunn ist ein dreigeschossiger hochragender Giebelbau mit rechteckigen Ecktürmen. Es liegt in Hirschbrunn bei Dornstadt in der Gemeinde Auhausen im Landkreis Donau-Ries.

## Geschichte
Um 1600 wurde mit dem Bau des heutigen Jagdschlosses begonnen. Die Auftraggeber waren Graf Gottfried von Oettingen-Oettingen und Graf Wilhelm II. von Oettingen-Wallerstein, die Baumeister waren Peter und Hans Alberthal. Nach der Schlacht bei Nördlingen 1634 wurde das Schloss immer wieder von versprengten Soldaten geplündert. Der letzte Fürst der evangelischen Linie Oettingen-Oettingen verkaufte gegen Ende des 17. Jahrhunderts das Schloss an Graf Franz Albrecht zu Oettingen-Spielberg. Der neue Schlossbesitzer ließ 1692 das Schloss ausbauen und die Marienkapelle errichten. Die Patronatsloge im Gotteshaus ist vom Schloss über einen Verbindungsgang zugänglich. Von etwa 1700 bis 1846 wurden die Dorfkinder im Schloss unterrichtet. Nach dem Zweiten Weltkrieg diente es als Lager. 1978 wurde das Gebäude aufwändig renoviert.
Schloss Hirschbrunn ist im Besitz der Familie von Oettingen-Spielberg und nicht der Öffentlichkeit zugänglich. Nur die Schlosskapelle kann besichtigt werden.